# خور روري
خور روري خور روري (باللغة العربية الجنوبية القديمة: سمهرم)، أحد مواقع طريق اللبان التي سجلت في سجل التراث العالمي سنة 2000. وكذلك أحد أخوار محمية الأخوار بساحل محافظة ظفار
وهو عبارة عن مسطح مائي كبير كانت ترسو فيه السفن القادمة من مختلف القارات لتحميل اللبان والمنتجات الأخرى من ظفار لكل أنحاء العالم. أضيف إلى قائمة مواقع التراث العالمي في 2000م.

## الموقع
يقع خور روري على الشريط الساحلي في ولاية مرباط حيث يفصل الخور بينها وبين ولاية طاقة، أكدت الدراسات الأثرية أن الموقع يعود إلى الألف الأول قبل الميلاد وقد كشفت الحفريات الأثرية عن وجود مستوطنة كبيرة على النمط العربي الجنوبي بفنها المعماري المميز. بينما تشير نقوش الكتابات العربية والعملات المعدنية إلى تسمية الموقع بسمهرم تعود إلى القرن الأول الميلادي. بينما أشارت النصوص اليونانية القديمة إلى أن ميناء خور روري هو ميناء موشكا.

## مواضيع متعلقة
- طريق اللبان
- محميات عمان الطبيعية
- مهرجان خريف صلالة
- صلالة